# 윤수영 (아나운서)
윤수영(尹秀英, 1981년 8월 9일~)은 대한민국의 KBS 소속 31 아나운서이다. 2025년 4월부터 KBS1 여의도 라이브, 2024년 3월부터 KBS  클래식FM KBS 음악실의 진행자를 맡았다.

## 학력
- 숙명여자고등학교
- 연세대학교 신문방송학과 학사

## 경력
- 2003년: 전주문화방송 리포터
- 2005년 1월: 한국방송공사 제31기 공채 아나운서 입사
- 2005년 3월~11월: KBS춘천방송총국 아나운서 지역근무
- 2005년 12월: 한국방송공사 제31기 공채 아나운서 복귀
- 2007년: 대덕연구개발특구 홍보대사

## 방송 프로그램

### TV
| 연도       | 방송사  | 프로그램명                   | 담당      | 진행기간                                               | 비고                                                                                               |
| ---------- | ------- | ---------------------------- | --------- | ------------------------------------------------------ | -------------------------------------------------------------------------------------------------- |
| 2006~2007  | KBS 2TV | KBS 일요뉴스타임             | 패널      |                                                        | |
| 2006~2007  | KBS 1TV | TV는 사랑을 싣고             | 진행      | 2006년 9월 5일~2007년 3월 27일                         | |
| 2006~2007  | KBS 1TV | 신나라 과학나라              | 진행      |                                                        | |
| 2005       | KBS 1TV | 아침마당                     | 출연      | 2005년 3월 3일                                         | 해피타임 편 출연 - 공채 31기 아나운서 새내기                                                       |
| 2007       | KBS 1TV | 아침마당                     | 진행      | 2007년 1월 6일~11월 3일                                | 토요일 가족이 부른다                                                                               |
| 2007~2008  | KBS 1TV | 6시 내고향                   | 진행      | 2007년 4월 2일~2008년 3월 28일                         | |
| 2008       | KBS 2TV | 지구촌 뉴스                  | 진행      | 2008년 3월 31일~11월 14일                              | |
| 2007       | KBS 2TV | 스타! 골든벨(舊, 시즌 1)     | 참가자    | 2007년 1월 6일                                         | 114회                                                                                              |
| 2008       | KBS 2TV | 스타! 골든벨(舊, 시즌 1)     | 진행      | 2008년 4월 5일~11월 15일                               | |
| 2008~2010  | KBS 1TV | KBS 뉴스라인                 | 진행      | 2008년 11월 17일~2010년 12월 30일                      | 2010년 송년특집                                                                                    |
| 2008~2009  | KBS 1TV | 누가누가 잘하나              | 진행      | 2008년 11월 21일~2009년 10월 16일                      | 1TV 편성 및 진행 당시                                                                              |
| 2009       | KBS 1TV | 2009 국악동요제              | 특별진행  | 2009년 9월 18일                                        | [ 3 ]                                                                                              |
| 2010       | KBS 1TV | 남북의 창                    | 진행      | 2010년 5월 15일~12월 25일                              | |
| 2010       | KBS 2TV | 다큐멘터리 3일               | 출연      |                                                        | 164회                                                                                              |
| 2011~2012  | KBS 2TV | KBS 3시 뉴스타임             | 진행      | 2011년 1월 3일~2012년 11월 16일                        | |
| 2011~2012  | KBS 2TV | 생생정보통                   | 패널 앵커 |                                                        | 오늘의 간추린 뉴스                                                                                 |
| 2012       | KBS 1TV | KBS 뉴스 7                   | 진행      | 2012년 1월 30일~11월 16일                              | |
| 2014       | KBS 1TV | KBS 뉴스 930                 | 임시진행  | 2014년 1월 27~31일                                     | 설특집, 舊 '930 뉴스' 프로그램명 진행 당시                                                         |
| 2014       | KBS 1TV | 소중한 나눔의 이야기         | 진행      |                                                        | |
| 2013       | KBS 1TV | 도전! 골든벨                 | 진행취소  | 2013년 1월 6일                                         | 653회 서울 동대문구 대광고(새 여자MC 진행취소)                                                     |
| 2014~2015  | KBS 1TV | 독립영화관                   | 진행      | 2014년 5월 3일~2015년 1월 20일                         | |
| 2014       | KBS 2TV | 굿모닝 대한민국              | 진행      | 2014년 11월 3일~12월 31일                              | |
| 2015       | KBS 2TV | 2TV 아침                     | 진행      | 2015년 1월 1일~9월 11일                                | |
| 2016       | KBS 2TV | KBS 글로벌 24                | 진행      | 2016년 4월 25일~12월 28일                              | |
| 2016, 2023 | KBS 1TV | KBS 뉴스광장                 | 임시진행  | 2016년 9월 24일, 2023년 11월 27일과 11월 29일~12월 1일 | |
| 2019       | KBS 2TV | 그녀들의 여유만만            | 진행      |                                                        | |
| 2019       | KBS 2TV | KBS 3시 뉴스타임             | 임시 진행 |                                                        | |
| 2019       | KBS 1TV | 특별생방송 나눔은 행복입니다 | 특별진행  | 2019년 12월 17일                                       | [ 5 ]                                                                                              |
| 2020       | KBS 1TV | 우리말 겨루기                | 임시 진행 | 2020년 1월 13일                                        | |
| 2020~      | KBS 1TV | 특파원 보고 세계는 지금      | 진행      | 2020년 7월 4일~                                        | 177회 멕시코 마약 카르텔의 전쟁, 피의 아보카도/ “코로나19의 상흔” 이탈리아 최다 확진자 발생 마을 ~ |
| 2024       | KBS 1TV | TV비평 시청자데스크          | 임시 진행 | 2024년 10월 20일 ~ 10월 27일                           | |
| 2025       | KBS 1TV | 여의도 라이브                | 임시 진행 | 2025년 4월 13일~2025년 5월 25일                        | |

### 라디오
| 연도      | 방송사        | 프로그램명      | 담당 | 진행기간                       | 비고 |
| --------- | ------------- | --------------- | ---- | ------------------------------ | ---- |
| 2015~2017 | KBS 제3라디오 | 명사들의 책읽기 | 진행 |                                |      |
| 2020~2024 | KBS 클래식FM  | 생생 클래식     | 진행 | 2020년 1월 13일~2024년 3월 3일 |      |
| 2024~     | KBS 클래식FM  | KBS 음악실      | 진행 | 2024년 3월 4일~                |      |

## 가족
- 배우자: 송기영
- 자녀: 아들 송윤, 송준

## 같이 보기
- 이정민(31기)
- 조수빈
- 이지애